# Attentato di Kiryat HaYovel
L'attentato di Kiryat HaYovel fu un attacco suicida avvenuto il 29 marzo 2002 in cui un'attentatrice palestinese 18enne si fece esplodere all'ingresso principale di un supermercato nella periferia di Gerusalemme, a Kiryat HaYovel, in Israele, uccidendo 3 persone compresa se stessa e ferendone 28.

## L'attentato
Il 29 marzo 2002, nel pomeriggio, una donna kamikaze palestinese di 18 anni si avvicinò al supermercato Kiryat Yovel a Gerusalemme. Il supermercato all'epoca era pieno di clienti che facevano la spesa per il fine settimana.
Haim Smadar, la guardia di sicurezza di 55 anni che sorvegliava l'ingresso del supermercato e parlava arabo, si insospettì dopo che Akhras aveva detto a due donne arabe che di solito vendevano verdura fuori dall'ingresso del negozio di andarsene. Akhras fece esplodere l'esplosivo all'ingresso del negozio mentre lottava con Smadar, uccidendo lui e Rachel Levy, un'adolescente israeliana di 17 anni. Inoltre, circa 30 persone rimasero ferite nell'attacco. Smadar riuscì a tenerla lontana con la forza dalla folla, prevenendo così una maggiore perdita di vite umane.
Dopo l'attacco, fu scoperto che l'attentatrice suicida trasportava anche un mortaio inesploso.
Quando la notizia dell'attentato arrivò a Dheisheh, alcuni dei residenti festeggiarono, distribuendo caramelle e sparando in aria. Gli Stati Uniti condannarono aspramente l'attacco.

## Conseguenze
Hamas rivendicò la responsabilità per l'attacco e identificò l'attentatrice suicida come la diciottenne Ayat al-Akhras del campo profughi di Deheishe vicino a Betlemme. I rapporti dell'intelligence indicaronoo che Akhras sarebbe stata incinta di un agente di Fatah, nonostante fosse un'adolescente non sposata, e che le conseguenze emotive e sociali della sua gravidanza non pianificata sarebbero state la ragione principale per cui decise di commettere un attacco suicida.
Ayat divenne un'icona a Betlemme e venne acclamata come martire e modello di comportamento presso l'Università Al-Quds. Fu elogiata dal professore universitario americano Julio Pino.
L'ambasciatore saudita nel Regno Unito, il dottor Ghazi Abdul Rahman Al Gosaibi, un politico di spicco in Arabia Saudita, scrisse una poesia in lode di al-Akhras nel 2002.
Il documentario HBO To Die in Jerusalem parla di questo attentato e il romanzo Prima di lasciarsi di Gabriella Ambrosio è ispirato a questo attentato.